# Hollywood.com
Hollywood.com은 영화, 텔레비전, 음악, 유명인들을 포함해 인기 있는 문화 주제를 다루는 인포테인먼트 웹사이트이다. 웹사이트의 주인은 Sci-Fi 채널(현재는 Syfy)을 세운 미첼 루벤스틴과 로리 S. 실버스이다.